# Guyunusa

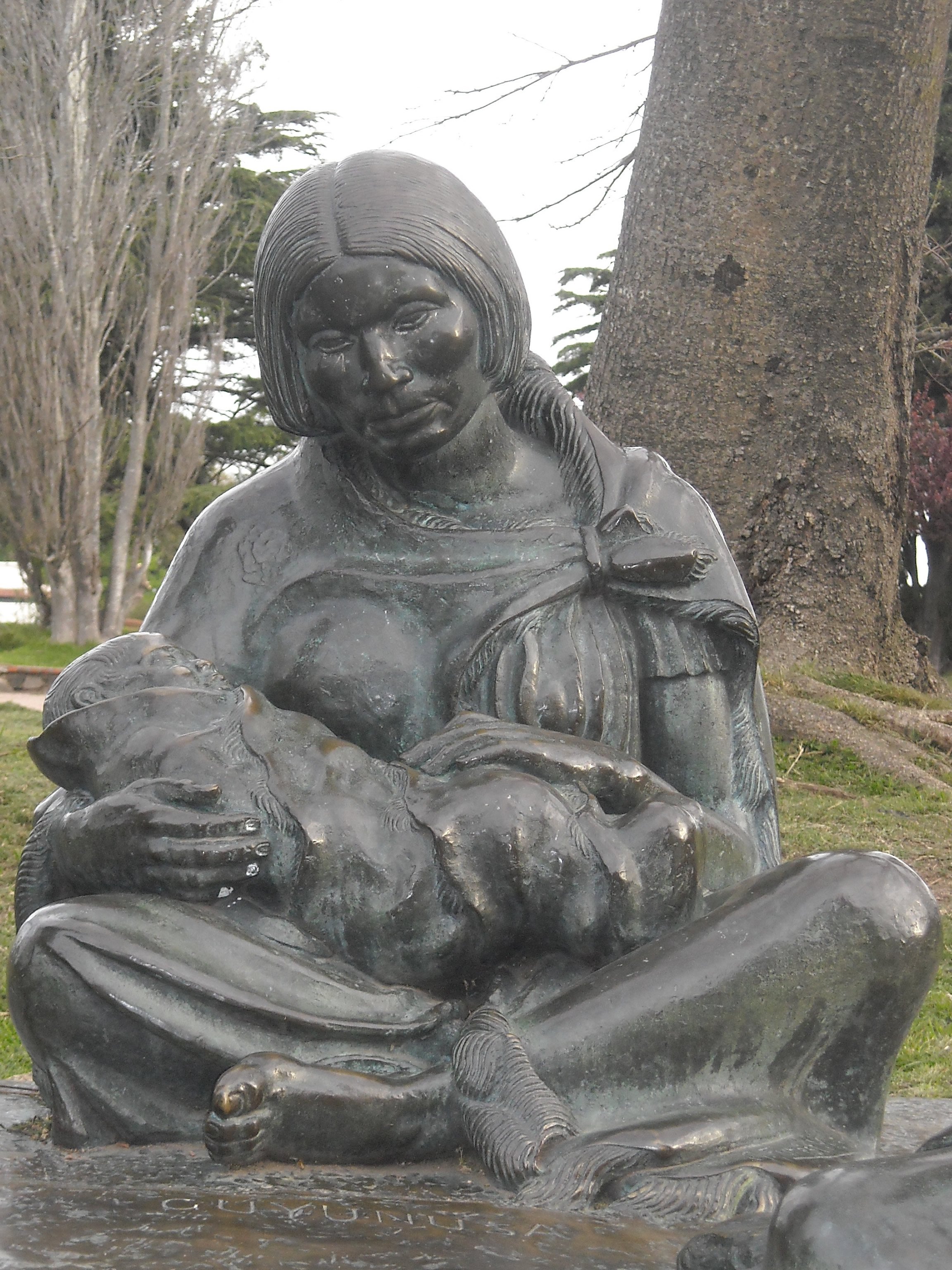
Die Skulpturen von Guyunusa und ihrer Tochter als Teil des Denkmals Los últimos charrúas

Guyunusa (geboren 1806 im heutigen Departamento Paysandú; gestorben am 22. Juli 1834 in Lyon, Frankreich), auch María Micaela Guyunusa, gilt gemeinhin als letzte überlebende Frau des indigenen Stammes der Charrúa.
Die Charrúa waren ein indigenes Volk in Südamerika, das auf dem Gebiet des heutigen Uruguays lebte. Die ersten Jahrhunderte der spanischen Kolonialzeit hatte das Volk überstanden, als Anfang der 1830er die Regierung des kurz zuvor unabhängig gewordenen Staates unter Präsident José Fructuoso Rivera Jahre eine Kampagne zur Auslöschung des Volkes begann. Im Rahmen des Massakers von Salsipuedes 1831 wurden dutzende Charrúa ermordet und hunderte weitere versklavt, darunter auch Guyunusa. Im Gegensatz zu fast allen anderen versklavten Stammesangehörigen ist das Schicksal Guyunusas überliefert: Zusammen mit dem Häuptling Vaimacá Perú, dem Medizinmann Senaqué und dem Krieger Laureano Tacuabé wurde sie auf Betreiben von François de Curel, einem ehemaligen Soldaten und damaligen Direktor des Colegio Oriental de Montevideo, von Montevideo aus an Bord der Phaeton über Saint-Malo nach Frankreich verschifft. De Curel erhoffte sich, mit den „letzten“ Vertretern des nun ausgelöschten Volkes in Frankreich Profit machen zu können. Zeitgenössische Quellen berichten, dass Guyunusa zum Zeitpunkt ihrer Versklavung bereits Mutter und Guyunusa und der Krieger Tacuabé ein Paar gewesen seien. Guyunusa war damals etwa Mitte 20; als ihr Geburtsjahr gilt 1806.
Guyunusa und die drei anderen Charrúa wurden ab dem 8. Juni 1833 in Paris am Champs Élysées ausgestellt; diese Völkerschau richtete sich nicht zuletzt an die Mitglieder der Académie des sciences. Am 20. September 1833 brachte Guyunusa eine noch in Südamerika gezeugte Tochter zur Welt, die sie Micaela Guyunusa nannte. Tacuabé assistierte ihr bei der Geburt. Binnen der ersten Monate verstarben Häuptling Vaimacá Perú und der Medizinmann Senaqué. De Curel verkaufte deshalb Guyunusa, ihre Tochter und Tacuabé an einen Zirkus in Lyon. Am 22. Juli 1834 verstarb auch Guyunusa selbst; sie erlag im Lyoner Hôtel-Dieu der Tuberkulose. Danach konnte Tacuabé mit Guyunusas Tochter aus der Sklaverei entfliehen. Guyunusas Tochter starb allerdings nur ein Jahr später; das Schicksal Tacuabés ist ungeklärt.
Heute erinnern Skulpturen in der französischen Botschaft in Montevideo an drei der vier Charrúa, darunter auch an Guyunusa. Ein weiteres Denkmal namens Los últimos charrúas von Edmundo Prati, das alle vier nach Frankreich verschleppten Charrúa sowie Guyunusas Tochter darstellt, befindet sich seit 1938 in Montevideos Parque Prado. Die Geschichte der schwangeren Charrúa-Frau, die die Kolonisatoren nach Europa entführen, wurde auch von der feministischen Bewegung Uruguays aufgegriffen. 2004 verarbeitete der Schriftsteller Domingo Trujillo Guyunusas Geschichte in seinem Roman Guyunusa. Daneben ist Guyunusa Namensgeberin für eine Fernstraße im Norden Uruguays (Ruta 24, seit 2011), die Algenart Asterionellopsis guyunusae und den 2002 entdeckten Asteroiden (73342) Guyunusa.